# Electra King
Electra King war eine US-amerikanische Automobilmarke, die zwischen 1961 und 1981 von der B & Z Electric Car Company in Long Beach gebaut wurde.

## Beschreibung
1961 wurden die Elektro-Stadtwägelchen mit einfacher, glattflächiger, aber geschlossener GFK-Karosserie vorgestellt. Es gab ein zweisitziges Modell mit festen Türen und ein viersitziges Modell, bei dem die Seiten nur mit Vorhängen verschlossen und die Rücksitze nach hinten gewandt waren. Zum Antrieb diente ein 24-V-Gleichstrommotor mit 735 W Leistung. Fünf 6-V-Batterien (vier für den Antrieb, eine für die Beleuchtung) gewährten eine Reichweite von etwa 70 km. In dieser Form wurden die 2565 mm langen, dreirädrigen Wagen bis 1966 angeboten.
1967 fiel das viersitzige Modell weg. Dafür kam erstmals ein Modell mit vier Rädern dazu. Die neuen Fahrzeuge waren nur mehr 2515 mm lang. 1972 stieg die Motorleistung auf 1,1 kW, aber die Reichweite betrug nur noch 40 km. Auf Wunsch waren auch Motoren mit 735 W, 1,47 kW oder 2,6 kW erhältlich.
1974 gab es auf Wunsch Fuß- oder Handsteuerung, Lenkrad oder Lenkstock und weiterhin drei oder vier Räder. Noch bis 1981 wurde der Elektra King gebaut, wobei in den letzten Jahren das vierrädrige Modell wieder wegfiel.
Später stellte B & Z Electric Car keine eigenen Fahrzeuge mehr her, sondern importierte ausländische Elektroautos auf den US-Markt.